# Yukidori Ike
Yukidori Ike är en sjö i Antarktis. Den ligger i Östantarktis. Norge gör anspråk på området. Yukidori Ike ligger 125 meter över havet.
I övrigt finns följande vid Yukidori Ike:
- Yukidori Zawa (en dal)